# Altmannsberg (Ebersberg)
Altmannsberg ist ein Gemeindeteil von Ebersberg im oberbayerischen Landkreis Ebersberg. Der Weiler liegt circa eineinhalb Kilometer nordöstlich von Ebersberg.